# Peterswald-Löffelscheid
Peterswald-Löffelscheid település Németországban, Rajna-vidék-Pfalz tartományban. Lakosainak száma 765 fő (2023. december 31.). Peterswald-Löffelscheid Rödelhausen és Belg községekkel határos.

## Népesség
A település népességének változása:
| Lakosok száma | 495  | 722  | 751  | 713  | 743  | 765  |
|               | 1975 | 2017 | 2019 | 2021 | 2022 | 2023 |